# Eparquía de Santo Tomás el Apóstol en Detroit
La eparquía de Santo Tomás el Apóstol en Detroit (en latín: Eparchia Sancti Thomas Apostoli Detroitensis Chaldaeorum y en inglés: Chaldean Catholic Eparchy of Saint Thomas the Apostle of Detroit) es una circunscripción eclesiástica de la Iglesia católica en Estados Unidos. Se trata de una eparquía caldea inmediatamente sujeta a la Santa Sede. Desde el 3 de mayo de 2014 su eparca es Frank Kalabat.

## Territorio y organización

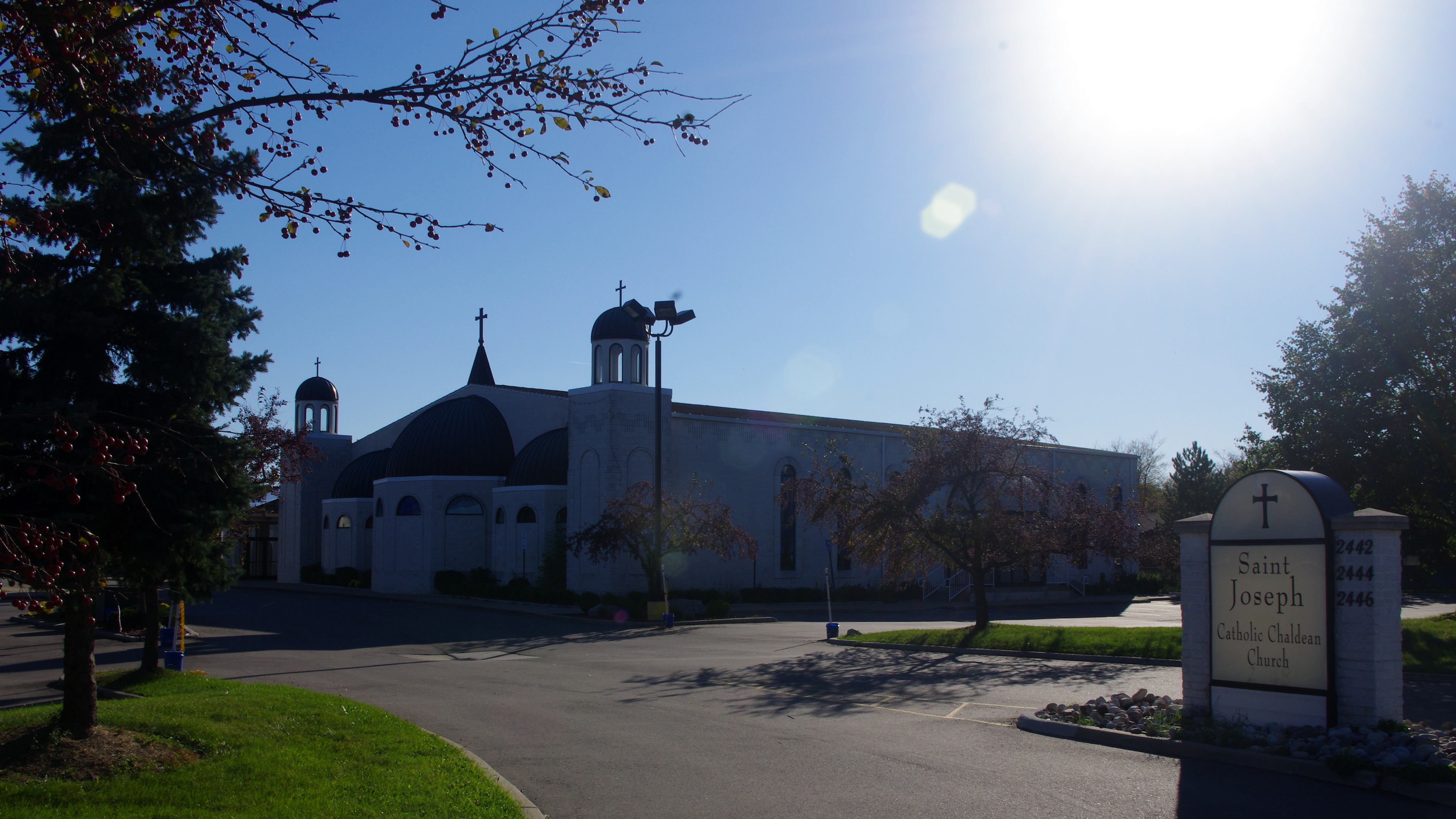
Saint Joseph Chaldean Catholic Church, en Troy (Míchigan)

La eparquía extiende su jurisdicción sobre los fieles católicos de rito caldeo residentes en el Distrito de Columbia y en los 31 estados de: Alabama, Arkansas, Carolina del Norte, Carolina del Sur, Connecticut, Delaware, Florida, Georgia, Illinois, Indiana, Iowa, Kentucky, Luisiana, Maine, Maryland, Massachusetts, Minnesota, Míchigan, Misisipi, Misuri, Nueva Hampshire, Nueva Jersey, Nueva York, Ohio, Pensilvania, Rhode Island, Tennessee, Vermont, Virginia, Virginia Occidental y Wisconsin.
La sede de la eparquía se encuentra en Southfield, un suburbio de la ciudad de Detroit, en donde se halla la Catedral de la Madre de Dios, también conocida como de Nuestra Señora de los Caldeos.

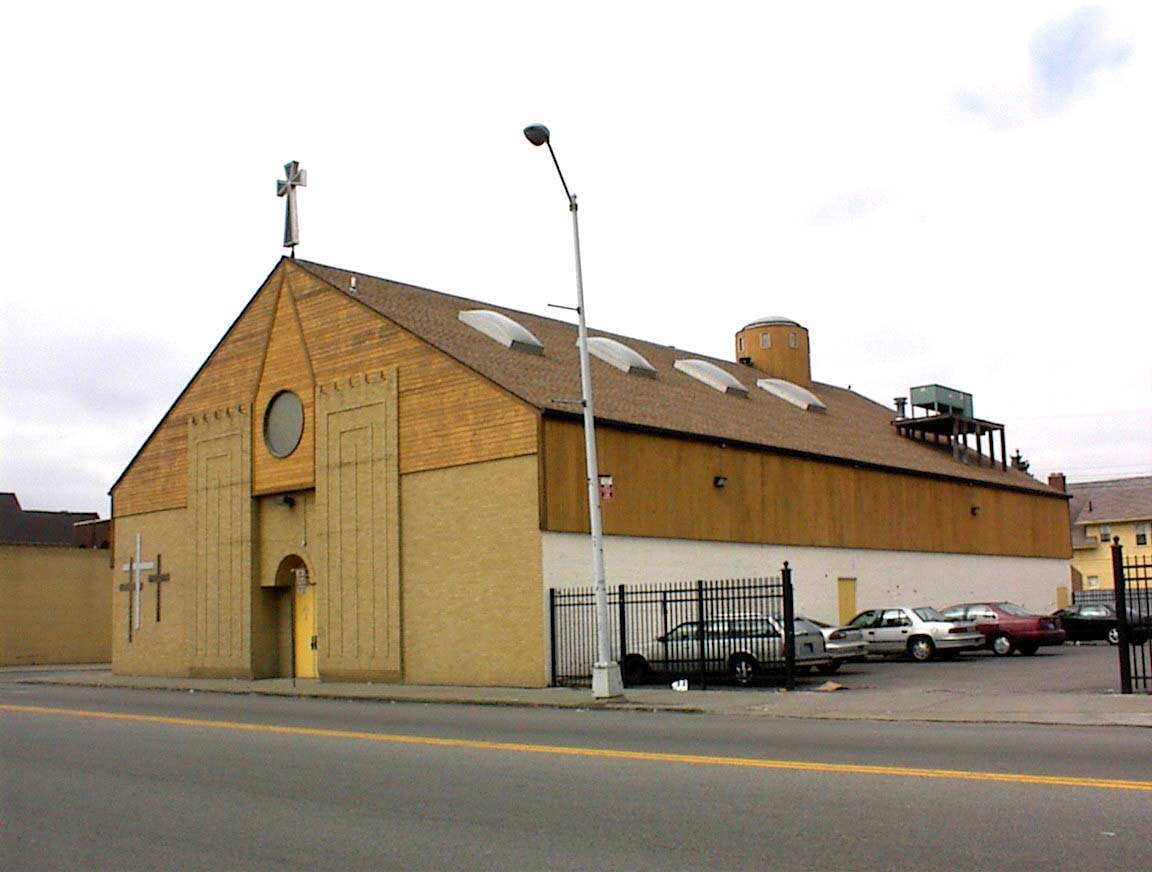
Sacred Heart Chaldean Catholic Church en Chaldean Town, Detroit

En 2020 en la diócesis existían 12 parroquias:
En Míchigan
- Mother of God en Southfield
- Sacred Heart en Warren
- Mar Addai en Oak Park
- St. Joseph en Troy
- St. Thomas en West Bloomfield
- St. George en Shelby Township
- Holy Martyrs en Sterling Heights
- Our Lady Of Perpetual Help en Warren
- Holy Cross en Farmington Hills
- St. Paul en Grand Blanc

En Illinois
- St. Ephrem en Chicago
- Mart Mariam en Chicago

Misiones:
En Massachusetts
- Mary Immaculate of Lourdes en Newton

En Florida
- St. Peters Episcopal Church en Jacksonville

## Historia
La primera inmigración significativa de caldeos de Irak a Estados Unidos ocurrió en 1910, estableciéndose en el área de Detroit. A mediados de la década de 1960 ocurrió otra inmigración importante. La primera iglesia caldea en Estados Unidos, Mother of God fue fundada en Southfield en 1947.
El exarcado apostólico de los Estados Unidos de América para los fieles de rito oriental caldeo fue erigido el 11 de enero de 1982 mediante la bula Quo aptius del papa Juan Pablo II.

Quo aptius consuleretur spirituali bono atque regimini Catholicorum Chaldaicorum qui labente temporis cursu, varias ob necessitudines propriis regionibus relictis, novam residentiae et operis sedem in hospitalibus terris Foederatarum Civitatum Americae Septemtrionalis invenerunt, Sacra Congregatio pro Ecclesiis Orientalibus, praehabito consilio Venerabilis Fratris Pauli II Cheikho, Patriarchae Babylonensis Chaldaeorum, una cum eius Synodo, necnon Conferentiae Episcopalis memoratae Dicionis Praesidis, postulavit ut pro istis fidelibus ritus Chaldaici Exarcatus Apostolicus constitueretur. Nos igitur, re in Audientia hodie a Venerabili Fratre Nostro S. R. E. Cardinali a publicis Ecclesiae negotiis relata, enixis votis cupientes obsecundare, hisce nunc Litteris deque plenitudine Nostrae potestatis Exarchatum Apostolicum pro fidelibus ritus Chaldaici in Foederatis Civitatibus Americae Septemtrionalis commorantibus constituimus decernentes ut exarchales Consultores qui Praesuli una cum Syncello assint, ad normas canonicas eligantur atque mensa exarchalis sive fidelium oblationibus, sive statutis tributis paroeciarum ritus Chaldaici, sive redditibus bonorum deinceps obvenientium efficiatur. Denique has Apostolicas sub plumbo Litteras ratas esse nunc et in posterum volumus, contrariis quibuslibet haud obstantibus.

El 3 de agosto de 1985 en virtud de la bula Mense Ianuario del papa Juan Pablo II el exarcado apostólico fue elevado a eparquía y asumió su nombre actual comprendiendo todo Estados Unidos.

Mense Ianuario, anno millesimo nongentesimo octogesimo altero, filiis Nostris de ritu Chaldaico consulere cupientes, in Foederatis Civitatibus Americae Septemtrionalis degentibus, Exarchatum Apostolicum constituimus, quo fideles illi, quasi domus propriae saeptis continerentur, custodirentur, ad pietatem formarentur : non enim facile est mores, ingenium, indolem propriae stirpis extra patriam servare, nisi Ecclesia, mater communis, filiorum curam ipsis congruam suscipiat. Cum autem, spirante Christi gratia, iam circumscriptio illa incrementa haud minima suscepisset, bene fieri censuimus, si, iuxta preces Venerabilis Fratris Nostri Patriarchae Babylonensis Chaldaeorum, eam Sedem ad Eparchiae dignitatem eveheremus : id enim et honori Sedi cederet, et animum adderet ad maiora pro Christi fide coepta atque certamina. Qua re, consilio petito a Venerabili Fratre Pio Laghi, Archiepiscopo titulo Maurianensi atque in Rebus Publicis Foederatis Americae Septemtrionalis Pro-Nuntio Apostolico, item a Venerabilibus Fratribus Conferentiae episcopalis eiusdem Nationis, apostolica Nostra potestate Exarchatum apostolicum pro fidelibus Chaldaici ritus in ea natione commorantibus in Eparchiae formam redigimus cum omnibus iuribus et obligationibus tali novae condicioni inhaerentibus. Contrariis nihil obstantibus. Ceterum has Litteras Nostras idem Venerabilis Frater Pius Laghi ad exitum deducet, vel quem ipse legaverit, factis nempe iustis facultatibus, quas cuilibet delegare poterit, modo viro in ecclesiastica dignitate constituto.

El 21 de mayo de 2002 cedió la mitad occidental de su territorio para la erección de la eparquía de San Pedro Apóstol de San Diego de los caldeos mediante la bula Nuper Synodus del papa Juan Pablo II. Eadem Eparchia, quam Apostolicae Sedi immediate subiectam facimus, has sequentes Foederatas Civitates Americae Septemptrionalis complectetur: North Dakota, South Dakota, Nebraska, Kansas, Oklahoma, Texas, New Mexico, Colorado, Wyoming, Montana, Idaho, Utah, Arizona, Nevada, California, Oregon, Washington et Hawaii.

## Estadísticas
Según el Anuario Pontificio 2021 la eparquía tenía a fines de 2020 un total de 180 000 fieles bautizados.
| Año                                                                             | Población            | Población | Población      | Sacerdotes | Sacerdotes    | Sacerdotes    | Bautizados por sacerdote | Diáconos permanentes | Religiosos | Religiosos | Parroquias |
| Año                                                                             | Bautizados católicos | Total     | % de católicos | Total      | Clero secular | Clero regular | Bautizados por sacerdote | Diáconos permanentes | Varones    | Mujeres    | Parroquias |
| ------------------------------------------------------------------------------- | -------------------- | --------- | -------------- | ---------- | ------------- | ------------- | ------------------------ | -------------------- | ---------- | ---------- | ---------- |
| 1990                                                                            | 50 000               | ?         | ?              | 13         | 13            |               | 3846                     |                      |            | 9          | 13         |
| 1999                                                                            | 70 000               | ?         | ?              | 21         | 21            |               | 3333                     |                      |            |            | 12         |
| 2000                                                                            | 75 550               | ?         | ?              | 17         | 17            |               | 4444                     |                      |            |            | 13         |
| 2001                                                                            | 85 800               | ?         | ?              | 19         | 19            |               | 4515                     |                      |            |            | 13         |
| 2002                                                                            | 90 000               | ?         | ?              | 19         | 19            |               | 4736                     | 80                   |            |            | 14         |
| 2003                                                                            | 70 000               | ?         | ?              | 12         | 12            |               | 5833                     | 60                   |            |            | 7          |
| 2004                                                                            | 77 000               | ?         | ?              | 12         | 12            |               | 6416                     | 65                   |            |            | 7          |
| 2005                                                                            | 80 000               | ?         | ?              | 11         | 11            |               | 7272                     | 70                   |            |            | 7          |
| 2009                                                                            | 102 800              | ?         | ?              | 15         | 15            |               | 6853                     | 100                  | 10         |            | 8          |
| 2010                                                                            | 103 900              | ?         | ?              | 19         | 19            |               | 5468                     | 100                  | 10         |            | 8          |
| 2014                                                                            | 170 000              | ?         | ?              | 24         | 23            | 1             | 7083                     | 208                  | 1          |            | 12         |
| 2017                                                                            | 180 000              | ?         | ?              | 21         | 21            |               | 8571                     | 174                  |            |            | 12         |
| 2020                                                                            | 180 000              | ?         | ?              | 21         | 21            |               | 8571                     |                      | 8          |            | 12         |
| Fuente: Catholic-Hierarchy, que a su vez toma los datos del Anuario Pontificio. |                      |           |                |            |               |               |                          |                      |            |            |            |

## Episcopologio
- Ibrahim Namo Ibrahim (11 de enero de 1982-3 de mayo de 2014 retirado)[6]
- Frank Kalabat, desde el 3 de mayo de 2014